# Douglas Hurley
Douglas Gerald Hurley (* 21. října 1966 Endicott, New York, USA) je americký astronaut. Letěl do vesmíru v roce 2009 jako pilot mise STS-127, v roce 2011 také jako pilot při misi STS-135, což byla poslední mise raketoplánu. A v roce 2020 letěl na testovací misi Crew Dragon Demo 2.

## Životopis

### Vzdělání a zaměstnání

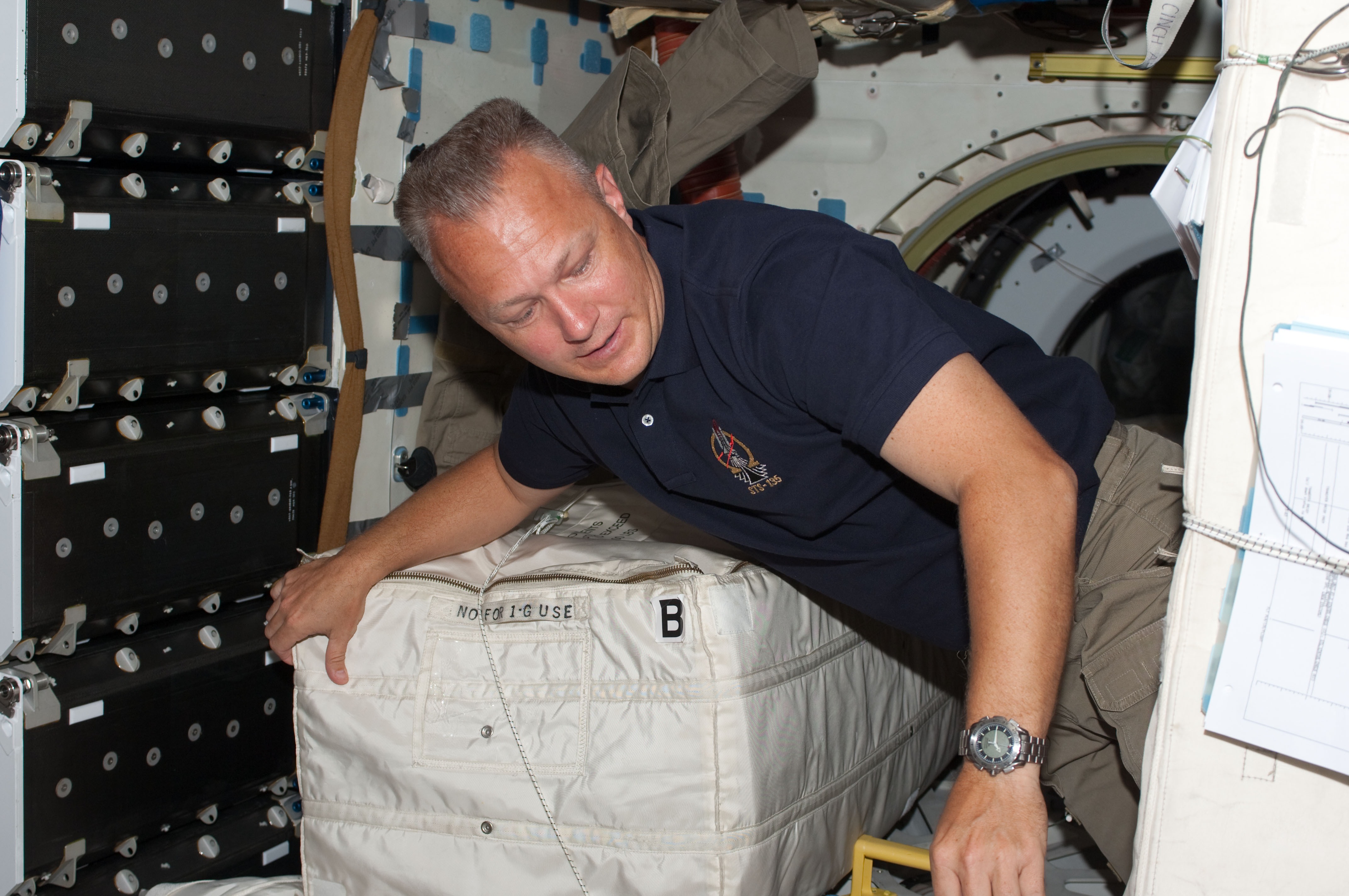
Doug Hurley na palubě Atlantis

Doug Hurley vystudoval v roce 1984 Owego Free Academy. O čtyři roky později dokončil studium na Tulane University. Po ukončení školy vstoupil do Námořní pěchoty USA (USMC) jako podporučík. Absolvoval výcvik na základně námořnictva u města Quantico a na námořní letecké základně Pensacola.
V roce 1991 se stal se námořním pilotem. Následně byl přidělen k výcvikové letce VMFAT-101 v Kalifornii, kde se provádí výcvik na strojích McDonnell Douglas F/A-18 Hornet. Později byl vybrán do školy pro námořní piloty v Marylandu. Po ukončení kurzu v prosinci 1997 byl přidělen k námořní testovací peruti VX-23 jako projektový důstojník a testovací pilot. Celkově nalétal více než 3200 hodin na více než dvaceti různých letadlech.

### Vstup do NASA
Doug Hurley byl vybrán jako pilot NASA v červenci 2000 a v srpnu téhož roku nastoupil na výcvik. Po dvouletém výcviku se stal členem skupiny astronautů. V roce 2006 působil jako operační ředitel NASA (Director of Operations – DOR) ve Středisku přípravy kosmonautů J. A. Gagarina ve Hvězdném městečku v Rusku.
Poprvé letěl do vesmíru jako pilot mise STS-127, která dopravila k Mezinárodní vesmírné stanici části japonského modulu Kibó. Podruhé se vydal do vesmíru jako pilot mise STS-135, jejímž cílem byla doprava zásob k ISS, což byl také poslední let raketoplánu. V roce 2020 letěl na testovací misi Crew Dragon Demo 2.

### Lety do vesmíru
- STS-127 Endeavour, start 15. července 2009, přistání 31. července 2009
- STS-135 Atlantis, start 8. července 2011, přistání 21. července 2011
- Crew Dragon Demo 2, start 30. květen 2020, přistání 2. srpna 2020

### Soukromí
Doug Hurley je od léta 2009 v druhém manželství ženatý s astronautkou Karen Nybergovou. Mají jedno dítě a žijí ve městě League City v Texasu.